# Петдесятен богословски факултет
Петдесятният богословски факултет е основан през 1991 в гр. Русе под името Библейски институт.
През 1994 г. задочното обучение е преместено в гр. Хисаря, а редовното - в гр. София.
След учредяването на Висшия евангелски богословски институт (ВЕБИ) Библейският институт става факултет на съюза на евангелските петдесятни църкви при ВЕБИ.
Петдесятният богословски факултет (Библейският институт) и ВЕБИ, както и техните специалности не са акредитирани от Националната агенция за оценяване и акредитация при Министерския съвет на Република България.